# Protoscriere
Primele sisteme de scriere apărute la începutul epocii bronzului nu au reprezentat o invenție bruscă. Mai degrabă, ele s-au dezvoltat pe baza unor tradiții mai vechi ce constau din diferite sisteme de simboluri care nu pot fi clasificate ca scrieri proprii deși au multe caracteristici izbitor de asemănătoare cu scrierea. Aceste sisteme pot fi descrise ca fiind proto-scriere. Aceste sisteme folosesc simboluri ideografice și/sau primele simboluri mnemonice pentru a transmite informații încă au fost, probabil, lipsite de conținut lingvistic direct. Aceste sisteme au apărut în perioada neoliticului timpuriu, încă din mileniul al VII-lea î.Hr..

Exemple de semne descoperite la Jiahu (cca.6600 î.Hr.)

Cercetătorii au descoperit inscripții făcute pe carapace de broaște țestoase în China (situl arheologic Jiahu din provincia Henan). Obiectele au fost datate la anul circa 6600-6200 î.Hr., deci inscripțiile ar fi cu peste 2000 de ani mai vechi decât cele din Mesopotamia. Totuși, pentru că descifrarea inscripțiilor încă nu s-a putut realiza, nu se poate stabili dacă ele reprezintă într-adevăr un text sau protoscriere.

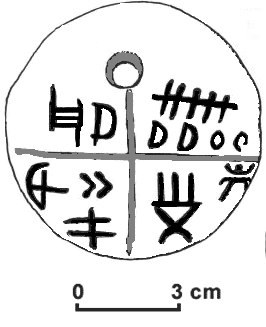
Amuletă din Neolitic, făcând parte din cele trei tăblițe de la Tărtăria descoperite de arheologul Nicolae Vlassa în 1961 la Tărtăria, județul Alba

În Europa cele mai vechi scrieri par a fi cele de pe Tăblițele de la Tărtăria, descoperite la Tărtăria în județul Alba, România, și datate la circa 4000 î.Hr. Aceste inscripții sunt prea sumare pentru a putea fi descifrate. 

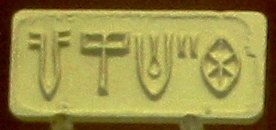
sigilii de pe valea Indului

Cunoștințele despre civilizația din Valea Indului care a înflorit între mileniile al III-lea și al II-lea î.Hr. se bazează pe săpături majoritar relativ recente, semnul distinctiv al culturii Indului fiind sigiliile din steatit produse în mari cantități. Inscripțiile de pe acestea nu au fost descifrate nici până astăzi. Documentele scrise (în special aceste sigilii) prezintă o scriere de tip pictografic, foarte stilizată însă, diferită de oricare alta din antichitate. Numărul caracterelor a fost evaluat la cca. 400 și astfel este exclus să fie o scriere alfabetică.